# Gina X Performance
Gina X Performance és el nom d'un grup musical alemany, format per Gina Kikoine (veu, textos, concepte general) i Zeus B. Held (sintetitzadors, programacions, música i productor), amb un conjunt de col·laboradors per a l'enregistrament dels discos i per a les actuacions en directe.

## Biografia
GXP es formaren el 1978 a Colònia. Gina Kikoine hi va conèixer Zeus B. Held, músic ja amb experiència, que havia estat membre del grup de rock progressiu Birth Control des de principis dels anys 70; a més, també havia editat un parell d'àlbums en solitari, de caràcter electrònic i experimental. Les idees provocadores de Kikoine (amb el seu aspecte andrògin) i el gust de Held per l'electrònica donaren els primers fruits al mateix any 1978 amb l'aparició del single "No G.D.M.", la lletra del qual estava dedicada a l'escriptor anglès Quentin Crisp, a qui més endavant Kikoine coneixeria en persona. El single va tenir un gran èxit, que els permeté d'actuar a Viena aquell mateix any davant 14.000 persones en un concert on compartien cartell amb, entre d'altres artistes, Boney M.
Encara al 1978 GXP editaren llur primer àlbum, anomenat Nice Mover; posteriorment el tema titular també seria editat en format 7". En aquest primer treball GXP combinen ritmes ballables pròxims al disco amb peces més obscures i experimentals, on Held llueix el seu arsenal d'instruments, que incloïa teclats com el Minimoog, l'ARP 2600 fins i tot un vocoder.
El 1980 publicaren el segon disc, X-Traordinaire, precedit pel llançament de "Streap-tease" com a single. X-Traordinaire és, en general, més comercial i ballable que el seu predecessor, tot i que també inclou temes més densos com ara "Nowhere Wolf" o "Ciao Caruso", dedicat al famós tenor italià Enrico Caruso (de fet, la cançó inclou un sample del mateix Caruso cantant "O Libiamo Ne` Lieti Calici", de l'òpera La Traviata) i al poeta andalús Federico García Lorca. Tots aquests llançaments i el single "Do it yourself" continuaren la ratxa d'èxits, però el conjunt de l'àlbum no va gaudir de la unanimitat de la crítica.
Després d'un període dedicat a projectes particulars, tant de Gina Kikoine (cantà a duet amb Robert Görl, bateria i 50% de D.A.F., en una versió de "The best of you") com de Held (publicà el seu tercer disc en solitari i col·laborà com a teclista, productor i músic en directe amb el grup de funk Fashion, amb qui també col·laboraria Gina Kikoine més endavant al tema "Love shadow"), el 1981 aparegué Voyeur, el tercer i últim disc de GXP, molt més radical, minimalista i provocador que els àlbums anteriors, des dels textos fins al disseny de la portada i les fundes interiors. No se'n va extreure cap tema en format 7", però GXP realitzaren una sèrie de concerts promocionals a diverses ciutats europees, com ara Marsella.
Tres anys després Gina Kikoine i Zeus B. Held tornaren a treballar junts en un nou àlbum, anomenat Yinglish però publicat a nom de Gina X. Yinglish mostra un canvi significatiu en l'estil (més pop i accessible) i en la imatge (menys andrògina) de Gina X. Amb alguns col·laboradors habituals i la incorporació de J. J. Jeczalik com a programador del Fairlight CMI, Yinglish inclou cançons ballables i dues versions, dels temes "Harley Davidson" (compost originàriament per Serge Gainsbourg) i "Drive my car" (dels Beatles).
Veient els discrets resultats comercials d'aquest últim disc, Gina Kikoine es tornà a concentrar en l'escena artística de Colònia, com a artista i organitzadora d'actuacions i exposicions. Pel que fa a Zeus B. Held, es dedicà principalment al camp de la producció musical, amb músics com John Foxx i Transvision Vamp al seu currículum.